# КВ-220
КВ-220 — советский опытный тяжёлый танк. Единственный образец был произведён в 1941 году. Танк также классифицировался как тяжёлый танк прорыва и штурмовой тяжёлый танк. Проходил по документам как Объект 220, Т-220, КВ-220. Разрабатывался в 1940—1941 годах инженерами СКБ-2 Кировского завода под руководством Ж. Я. Котина, ведущим инженером машины был назначен Л. Е. Сычёв, позже Б. П. Павлов.

## История создания
Летом 1940 года по итогам Зимней войны и сравнительных испытаний было решено закрыть работы по темам тяжёлых танков СМК и Т-100, и сконцентрироваться на развитии и модернизации танка КВ-1, запущенного в серийное производство. 17 июня 1940 года СНК СССР и ЦК ВКП(б) приняли постановление № 1288-495сс, в котором Кировскому заводу указывалось создать на базе танка КВ два танка с бронёй 90 мм (один с 76-мм пушкой Ф-32, другой с 85-мм пушкой), два танка с бронёй 100 мм (один с 76-мм пушкой Ф-32, другой с 85-мм пушкой) и одну самоходную установку со 152-мм пушкой БР-2.
Разрабатываемый танк с броней 100 мм на Кировским заводе обозначался как «Т-220», «КВ-220», или «Объект 220». Ведущим инженером машины был назначен Л. Е. Сычёв, позже Б. П. Павлов. Корпуса предполагалось изготовить на Ижорском заводе, первый планировалось передать на Кировский в конце октября, а второй в ноябре. 5 декабря 1940 года танк был закончен, хотя по плану должен был быть изготовлен к 1 декабря 1940 года.
По сравнению с обычным КВ бронирование данного танка достигало 100 мм. Для Т-220 разработали новую башню, в которой установили 85-мм пушку Ф-30. Данное орудие было специально спроектировано для этого танка в КБ завода № 92 под руководством В. Г. Грабина и осенью 1940 года успешно прошло испытания в танке Т-28. Это увеличило массу танка, что привело к удлинению шасси (7 опорных катков и 4 ролика на один борт). В качестве силовой установки вместо 500-сильного В-2К использовался опытный четырёхтактный 12-цилиндровый V-образный 700-сильный (515 кВт) В-5, или по другим данным В-2Ф (В-10) мощностью 850 л. с. Экипаж танка и приборное оборудование не изменились. 30 января 1941 года опытный образец КВ-220 поступил на испытания, но на следующий день испытания были прекращены из-за выхода из строя двигателя.
В марте 1941 года руководство Красной Армии получило от разведки информацию о том, что в Германии разработаны танки с мощным бронированием, уже поступающие на вооружение вермахта. Было решено принять ответные меры.
7 апреля 1941 года СНК СССР и ЦК ВКП(б) приняло постановление № 827-345сс. В нём определялись новые параметры для танка КВ-3. Так, танк должен был иметь броню 115—120 мм, новую башню с вооружением 107-мм пушкой ЗИС-6. Новый танк получил заводское обозначение «объект 223» и разрабатывался на базе Т-220. Ранее название КВ-3 планировалось дать танку Т-150, с бронёй 90 мм и 76-мм пушкой Ф-34.
Для ускорения работ по испытанию новых узлов и агрегатов нового танка КВ-3 решено было использовать КВ-220. 20 апреля 1941 года КВ-220, догруженный до 70 тонн (расчетной массы КВ-3) и с новым двигателем, вышел на испытания. 20 мая танк был отправлен на капитальный ремонт. Помимо текущих доработок на него установили форсированный двигатель В-2СН, который мог развивать максимальную мощность до 850 л. с. Последний этап испытаний проходил с 30 мая по 22 июня и был прерван в связи с начавшейся войной. К этому времени танк прошёл 1985 км.
После нападения Германии на Советский Союз танкостроительные программы были серьёзно пересмотрены. Так, 26 июня 1941 года вышел приказ № 253сс Наркомата Тяжёлого Машиностроения, согласно которому подготовка производства КВ-3 с Кировского завода снималась и переносилась на Челябинский тракторный завод. Однако Т-220 не был эвакуирован в Челябинск, а находился на Кировском заводе. И только в начале октября 1941 года было принято решение передать опытные танки в войска. Танк прошёл необходимый ремонт, на нём установили башню от серийного КВ с 76,2-мм пушкой ЗИС-5 (по другим данным — 76,2-мм пушка Ф-32) и отправили на фронт.

## Боевое применение
16 октября 1941 года танк отправился в распоряжение 124-й танковой бригады. Командир бригады Д. И. Осадчий в своих воспоминаниях пишет:

Осенью 1941 года наша бригада получила на пополнение несколько танков КВ, один из которых назывался «За Родину». Он был изготовлен в единственном экземпляре на Кировском заводе. Он обладал теми же возможностями, что и танк КВ, но имел усиленную броневую защиту, вес более 100 тонн и более мощный двигатель с турбиной. При движении на высших передачах двигатель свистел и этот свист был очень похож на свист пикирующих «юнкерсов». Первое время после получения танка при его движении в бригаде даже подавали сигнал «Воздух!» Танк поступил в мою роту и сначала хотели назначить его командиром меня, но потом его командиром стал мой заместитель, опытный танкист лейтенант Яхонин. Танк считался практически неуязвимым для артиллерии противника и предназначался для штурма укрепленных позиций.
В декабре 1941 года (точной даты я не помню) наша бригада получила задачу прорвать оборону немцев на участке Усть-Тосно — железнодорожный мост, форсировать р. Тосна и во взаимодействии с частями 43-й стрелковой дивизией развить наступление на Мгу. В первом эшелоне атаковал 2-й танковый батальон под командованием майора Панкина, танковый взвод 1-го батальона и танк «За Родину» моей роты. В данном бою танк получил задачу захватить железнодорожный мост через р. Тосна и удержать плацдарм до подхода основных сил. Бой развернулся на открытой местности. Промерзший верхний слой торфяника с трудом выдерживал танк. Когда он подошел вплотную к мосту, то был встречен огнём немецких тяжелых орудий и с ним пропала радиосвязь. Я находился в это время на КП батальона. Когда с танком «За Родину» прервалась связь, я попытался пробраться к месту боя вдоль железнодорожной насыпи. Когда мне удалось подползти к танку, я увидел, что с него сбита башня, а весь экипаж погиб.

Согласно архивным данным ЦАМО РФ танк «За Родину», изготовленный в единственном экземпляре, это именно КВ-220. Определяя массу танка, Осадчий немного ошибся, так как масса КВ никогда не превышала 100 тонн. По всей видимости, танк был поражен снарядом 150-мм немецкой пушки sFH18, в результате чего на нём сдетонировал боекомплект.

## Машины на базе
На базе Т-220 проектировалась и создавалась опытная САУ «212», однако уже в мае 1941 года в качестве базы вместо КВ-220 уже упоминается КВ-3.
Шасси САУ «212» планировалось использовать для создания 107-мм и 130-мм самоходных установок тяжелых артиллерийских систем. Разрабатываемая 130-мм самоходная установка обозначалась как СУ-Б-13, и должна была быть вооружена 130-мм морской пушкой Б-13. Ранее с таким вооружением на базе танка Т-100 была создана тяжёлая самоходная артиллерийская установка СУ-100-Y. Проекта же создания самоходной установки, вооружённой новой разрабатываемой 107-мм пушкой М-75, так и не последовало.

## КВ-220 в массовой культуре

### Компьютерные игры
- в игре «World of Tanks»[4] танк КВ-220 с башней КВ-1 (в двух вариациях: простой вариант и вариант для бета-тестеров).
- в игре War Thunder[5] танк КВ-220 со штатной башней и орудием Ф-30.
- в игре  War Thunder Mobile.